# Micrutalis zeteki
Micrutalis zeteki är en insektsart som beskrevs av Goding. Micrutalis zeteki ingår i släktet Micrutalis och familjen hornstritar. Inga underarter finns listade i Catalogue of Life.